# Кишинівський трамвай
Кишинівський трамвай (рум. Tramvaiul din Chişinău) — трамвайна система Кишинева, що існувала в місті у 1888—1961 роках. Протяжність ліній складала ~17 км. Трамвайна колія в Кишиневі була вузькоколійною — 1000 мм, і до кінця її існування трамвайної мережі не була замінена на широку.
У 2011 році муніципалітет вивчав можливість відновлення трамвайного руху в місті — в якості системи легкого метро.

## Історія

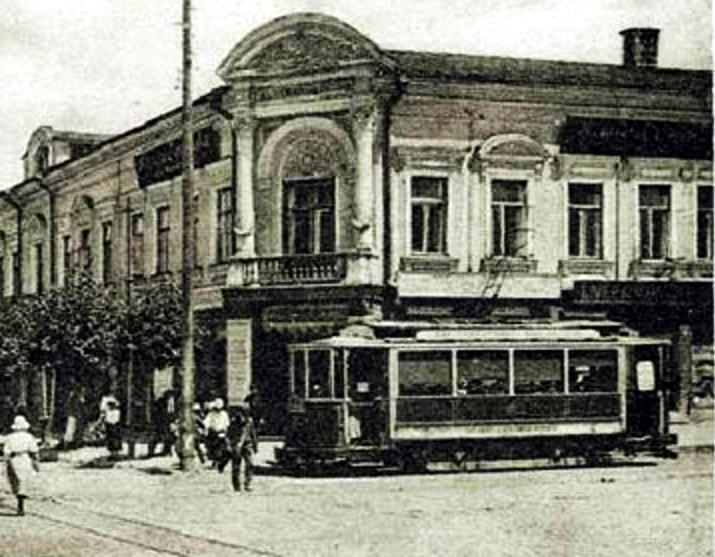
Трамвай у центрі Кишинева (1920-ті)

Історія створення кишинівської трамвайної системи розпочалася у квітні 1888 року, коли Міська Дума Кишинева ухвалила рішення про будівництво в місті кінно-залізної дороги. Договір про будівництво та подальшу експлуатацію конки був укладений з підприємцями Рогазінським, Романовичем та Світальським. Трамвайний рух був відкритий 29 жовтня 1888 року. За рік на Олександрівській вулиці (нині — проспект Штефана чел Маре) та на інших центральних вулицях міста була побудована кінно-залізнична лінія завдовжки близько 6 верст. Рейки для побудови відливали на Брянському залізничному заводі, а вагони були придбані у Варшаві (7 відкритих вагонів) та Одесі (7 закритих вагонів). Рейками вагони тягли упряжки з двох коней.
1895 року лінія конки була викуплена і засноване «Акціонерне товариство» кишинівським купцем Бакаловим, присяжним повіреним Розінгом, інженерами Лозінським та Сербовим. У 1896 році кіннл-залізнична лінія разом з трамвайним депо була знову продана, на цей раз підприємцям з Бельгії, які організували так зване «Анонімне суспільство кишинівських кінно-залізних доріг».
1897 року Міська Дума прийняла проєкт будівництва другої черги конки, метою якої було сполучити центральну частину міста із залізничним вокзалом. До 1910 року довжина кінно-залізничної лінії Кишинева складала вже 12,5 км.
1911 року була досягнута домовленість з бельгійським «Анонімним суспільством», з якою підписаний концесійний договір щодо обслуговування трамвайної мережі в Кишиневі.
З 22 січня 1914 року конку замінив електричний трамвай. Перед Другою світовою війною Кишиневом курсували одночасно 30 трамвайних вагонів, трамвайна мережа складала 14 км, а також була покладена нова лінія від вулиці Пушкіна до Скулянської рогатки. На Олександрівській вулиці трамвайний рух став двоколійним. Всього на той час в Кишиневі функціонувало 4 трамвайні маршрути.
У 1918—1940 роках, коли Бессарабія увійшла до складу Румунії, кишинівський трамвай продовжував залишатися у власності бельгійського «Анонімного товариства». З 1940 року, після входження Бессарабії до складу СРСР, трамвайне господарство міста перейшло у власність держави.

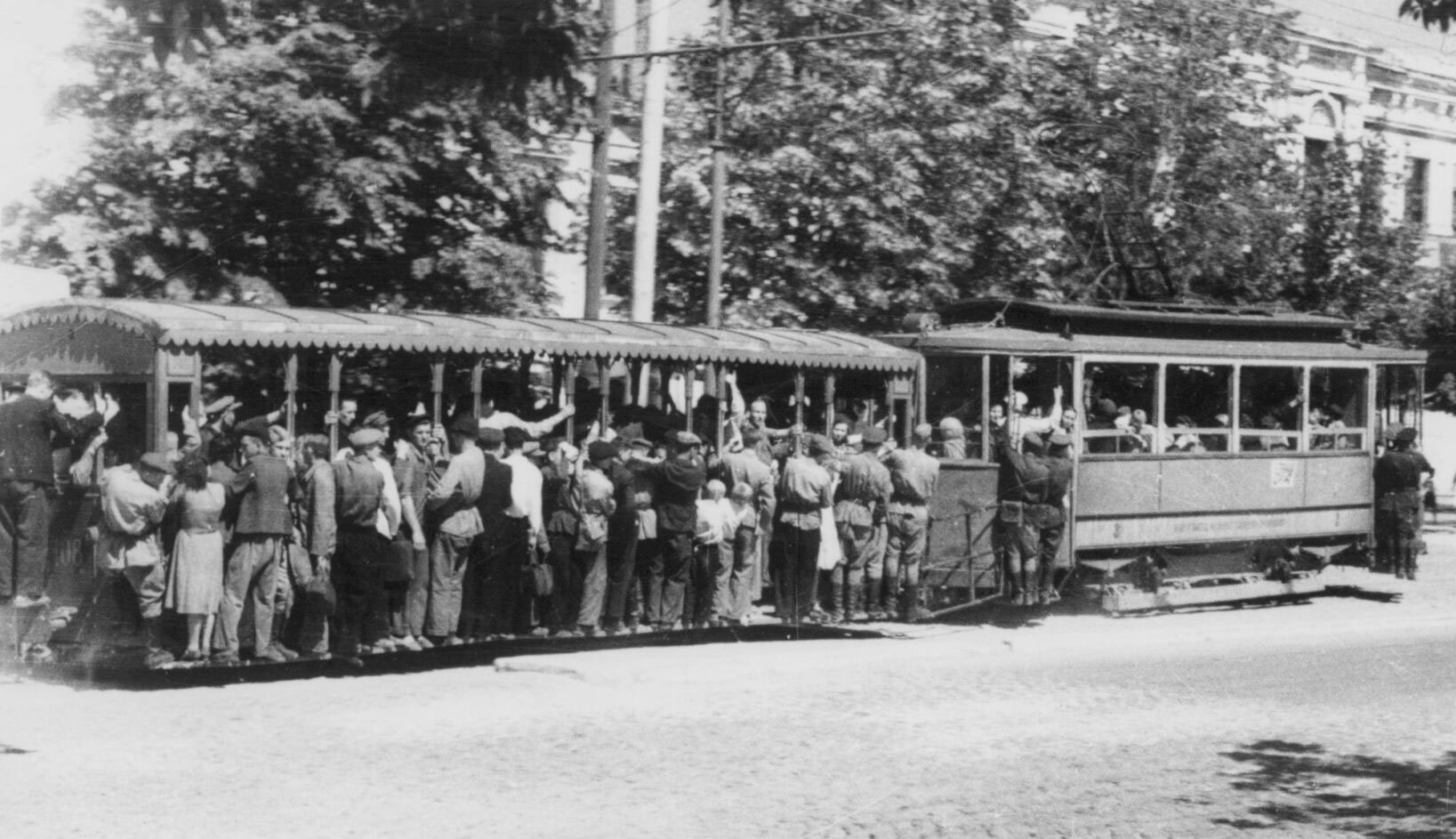
Трамвайний поїзд з моторного вагона MAN і невідомого причіпного вагона (1947). У післявоєнний час, через сильне переповнення трамваїв, пасажири нерідко їздили зовні вагонів

У 1944 році, під час Яссько-Кишинівської операції, відступаюча гітлерівська армія знищила майже весь рухомий склад кишинівського трамвая, частина вагонів була вивезена відступаючими військами.
Регулярний трамвайний рух в Кишиневі після Другої світової війни був відновлений у 1946 році. Довжина всіх трамвайних маршрутів на той час складала близько 17 км. Кількість перевезених пасажирів становило понад 9 млн осіб на рік. З відкриттям в Кишиневі 12 жовтня 1949 року тролейбусного руху трамвайне господарство міста перестало розвиватися, а трамвайні лінії поступово почали демонтовуватися і замінювались автобусними та тролейбусними маршрутами. До 1949 року силами кишинівських робочих вдалося відновити лише 20 вагонів, що не могло вирішити  транспортну проблему міста.
У Радянському Союзі на той час не виготовлялися вузькоколійні трамваї. Відновлення трамвайного господарства йшло дуже повільно, про що свідчить той факт, що до 1952 року працівниками трамвайного господарства були відремонтовані і введені в експлуатацію лише 17 моторних вагонів, а також ангар й майстерні з ремонту рухомого складу. У 1956 році до трамвайного господарства надійшло 7 моторних та 5 причіпних вагонів, які були придбані у Німеччини.
11 травня 1961 року вулицями міста пройшов останній трамвайний вагон, після чого були зняті всі трамвайні колії.

## Маршрути
Після Другої світової війни деякі маршрути розбивалися на більш короткі, з метою оптимізації пасажирських перевезень, існували зокрема, маршрути № 5 та № 7, проте інформація про які саме маршрути їм відповідали, не збереглася.
У 1961 році, у рік закриття трамвайного руху, в Кишиневі функціонували 4 маршрути:
| Перелік трамвайних маршрутів | Перелік трамвайних маршрутів | Перелік трамвайних маршрутів | Перелік трамвайних маршрутів           |
| №                            | Маршрут руху | Примітки | Колійна ділянка                        |
| ---------------------------- | --- | --- | -------------------------------------- |
| 1                            | Залізничний вокзал — вул. Миколаївська (бульв. Гагаріна) — вул. Вокзальна (Валя Герій) — вул. Олександрівська (просп. Штефана чел Маре) — вул. Острозька (Лепушняну) — вул. Госпітальна (Тома Чорбе) — вул. Олександрівська (просп. Штефана чел Маре) — вул. Вокзальна (Валя Герій) — вул. Миколаївська (бульв. Гагаріна) — Залізничний вокзал                                                           | | Двоколійна                             |
| 2                            | Вул. Садова (вул. О. Олексія Матеєвича) — вул. Вірменська — вул. Харлампіївська (Александру чел Бун) — вул. Павловська (Петру Рареш) — Козачий пров. — вул. Банна (Албішоара) — вул. Павловська (Петру Рареш) — вул. Харлампіївська (Александру чел Бун) — вул. Вірменська — вул. Садова (О. Олексія Матеєвича)                                                                                          | З 1920-х років вулицею Павловською прямував до Каціковського провулка (нині — вул. Хашдеу). Наприкінці 1940-х років маршрут № 2 подовжили до дитячої лікарні (поруч з сучасним кінотеатром «Гаудеамус»)                                                                                          | Одноколійна з роз'їздами на шляху руху |
| 3                            | Залізничний вокзал — вулиця Миколаївська (нині бульв. Гагаріна та вул. Колумна) — вул. Госпітальна (Тома Чорбе) — вул. Вітальня (Митрополит Дософтей) — Каларашська дорога (вул. Каля Ешилор) — Єврейський цвинтар — Каларашська дорога (вул. Каля Ешилор — вул Вітальня (Митрополіта Дософтей — вул. Госпітальна (Тома Чорбе) — вул. Миколаївська (бульв. Гагаріна і вул. Колумна) — Залізничний вокзал | У 1930-х роках маршрут № 3 прямував від Єврейського цвинтаря по вул. Штефана чел Маре (нині — вул. Колумна) тільки до вул. Короля Карола І (нині — вул. Пушкіна). Наприкінці 1950-х років маршрут курсував по вул. 25 Жовтня (Митрополіта Дософтей) тільки до нинішнього тролейбусного парку № 1 | Одноколійна з роз'їздами на шляху руху |
| 4                            | Залізничний вокзал — вул. Миколаївська (нині — бульв. Гагаріна і вул. Колумна) — вул. Губернська (Пушкіна) — вул. Садова (О. Олексія Матеєвича) — вул. Губернська (Пушкіна) — вул. Миколаївська (нині — бульв. Гагаріна і вул. Колумна) — Залізничний вокзал | Наприкінці 1940-х років була побудована трамвайна гілка на вул. Пирогова (нині — вул. Когелнічану) | Одноколійна з роз'їздами на шляху руху |

Примітка: В дужках вказані сучасні назви вулиць.

## Депо

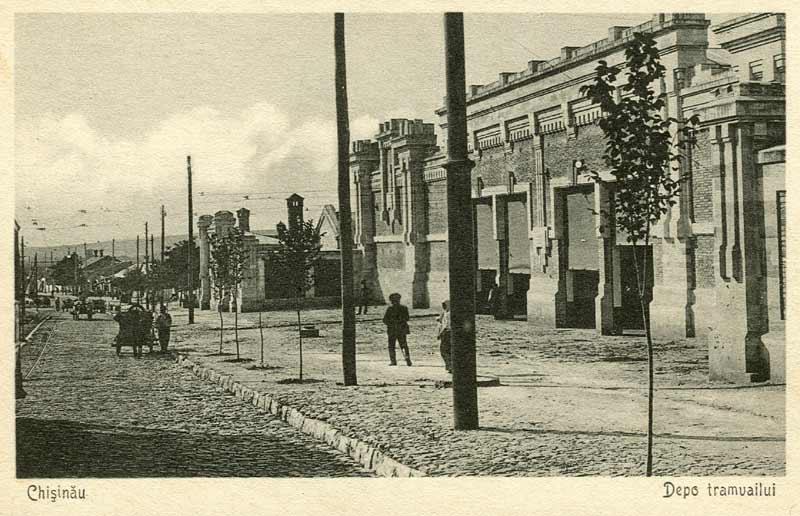
Будівля трамвайного депо (1930-ті)

Єдине в місті трамвайне депо розташовувалося Кишиневі, по вул. Митрополіта Дософтей, 138, поряд з сучасною кондитерською фабрикою «Букурія».
Трамвайне депо було спроєктовано 1912 року у Санкт-Петербурзі. 1913 року депо побудовано на тодішній околиці міста, поруч з кінцевою зупинкою трамвайної лінії. До комплексу будівель депо входили: 7 будівель, в яких розташовувалися як приміщення для ремонту рухомого складу, так і майстерні, їдальня для працівників депо, склади, стайня й адміністрація. Будинки були зведені з червоної цегли, а  елементи декору пофарбовані у білий колір. Будівля депо збереглася і понині — є офіційно визнаним пам'ятником архітектури Кишинева. За радянських часів були зроблені декілька прибудов до будівлі, які не мають архітектурної цінності, нині пофарбована у сірий колір.

## Рухомий склад
| Список рухомого складу | Список рухомого складу | Список рухомого складу | Список рухомого складу |
| Країна виробництва     | Модель                 | Роки експлуатації      | Кількість, шт.         |
| ---------------------- | ---------------------- | ---------------------- | ---------------------- |
| Німеччина              | Причепи MAN            | 1913—1961              | 35                     |
| Німеччина              | LOWA ET54              | 1955—1961              | 5                      |
| Німеччина              | Gotha T57              | 1957—1961              | 2                      |
|                        |                        | Всього:                | 42                     |

## Спроби відновлення трамвайного руху
У другій половині 1980-х років перед міською владою знову постало питання організації в місті трамвайного руху. Будівництво швидкісного трамвая було включено до Генерального плану будівництва міста Кишинева у 1986 році. Трамвайне депо повинно було бути побудовано в районі «Будешти-2» та майбутнього Комп'ютерного заводу (залишився недобудованим). Маршрут швидкісного трамвая повинен був пройти від Кутузовського проспекту (нині — проспект Мірча чел Бетринь) в секторі Карбівки через вулицю Ізмаїльську і далі проспектом Миру (нині — проспект Дачія) до сектору Ботаніка). Проєкт так і не був втілений, а на нині є неактуальним, переважно через різьке скорочення промислових підприємств в секторі Карбівки.
Знову питання щодо кишинівського трамвая було порушено у середині березня 2011 року. На той час в Мінську примара (мера) Кишинева Дорін Кіртоаке спільно з головою Мінського міськвиконкому Миколою Ладутько підписали протокол про наміри, в якому, зокрема, було зазначено, що примара (мерія) Кишинева прийме до розгляду проєкт відкритого акціонерного товариства «Белкомунмаш», в якому визнається можливість будівництва та розвитку в місті системи швидкісного трамвая. Проте, примар Кишинева зробив заяву, в якому сказав, що в муніципії Кишинева можливе будівництво або швидкісного трамвая, або «легкого метрополітену».
На відміну від радянського проєкту, було заплановано будівництво двох ліній швидкісного трамвая. Перша повинна починатися від Національного аеропорту, пройти через центр міста і закінчитися у приміському селищі Ватра (біля Гідігіцького водосховища). Друга лінія повинна простягатися від Південного автовокзалу Кишинева до північної частини столиці Молдови. У плані передбачено подовження маршруту до зони відпочинку Вадул-луй-Воде на березі річки Дністер.

## Галерея

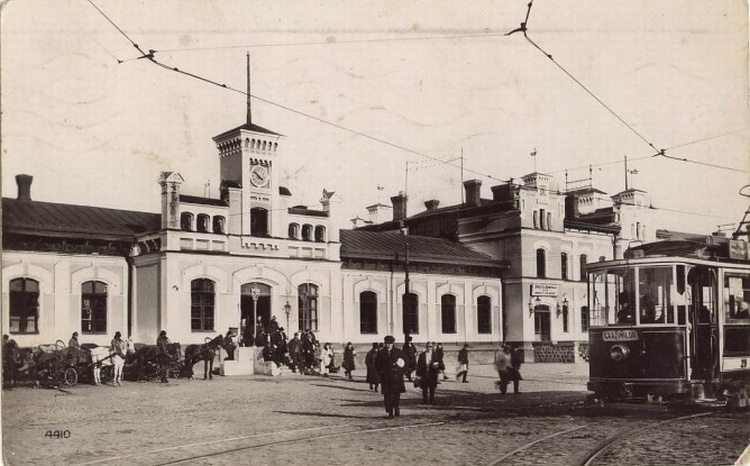
Кінцева зупинка на залізничному вокзалі (1936)
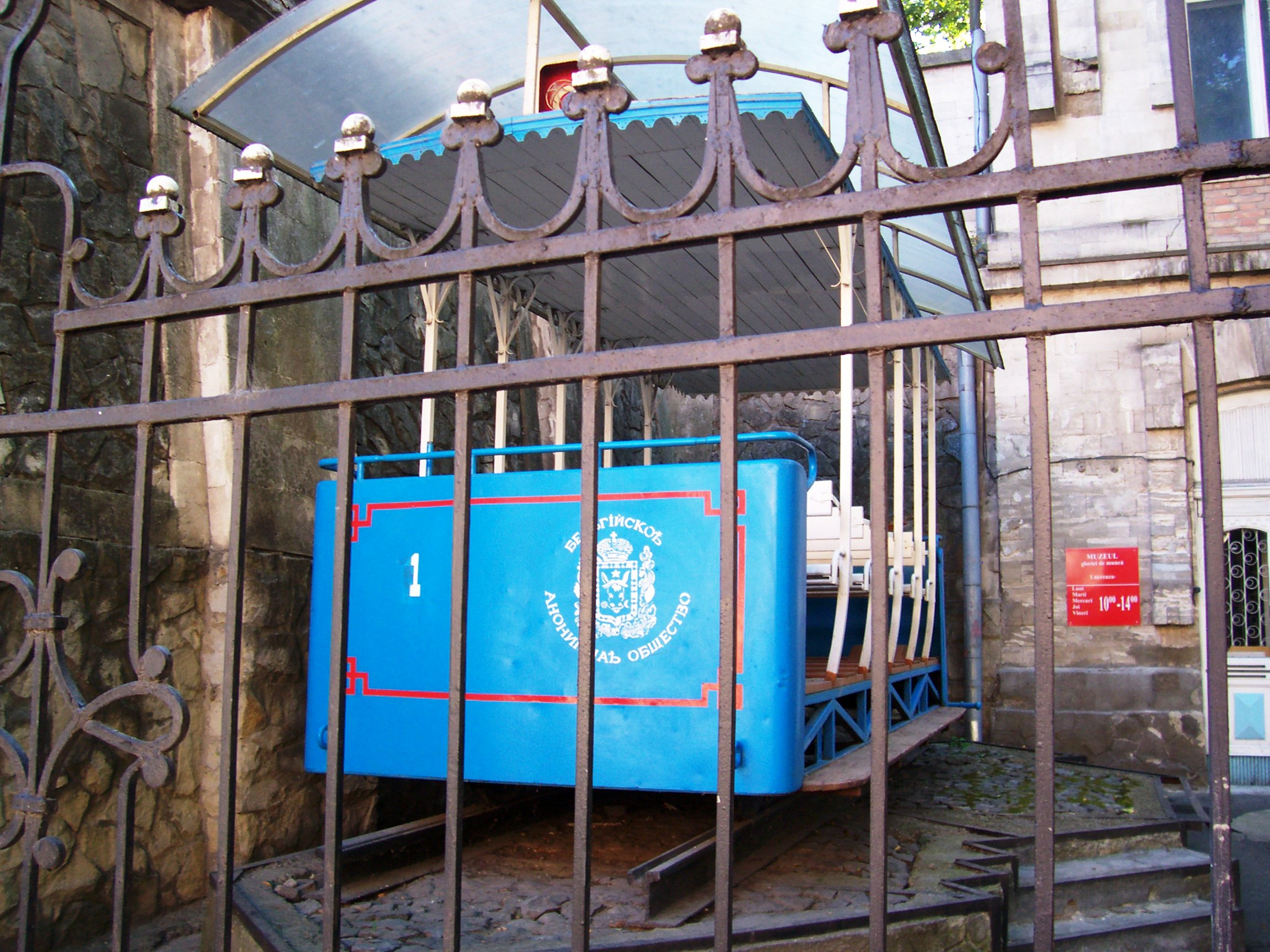
Вагон конки в Музеї транспорту Кишинева
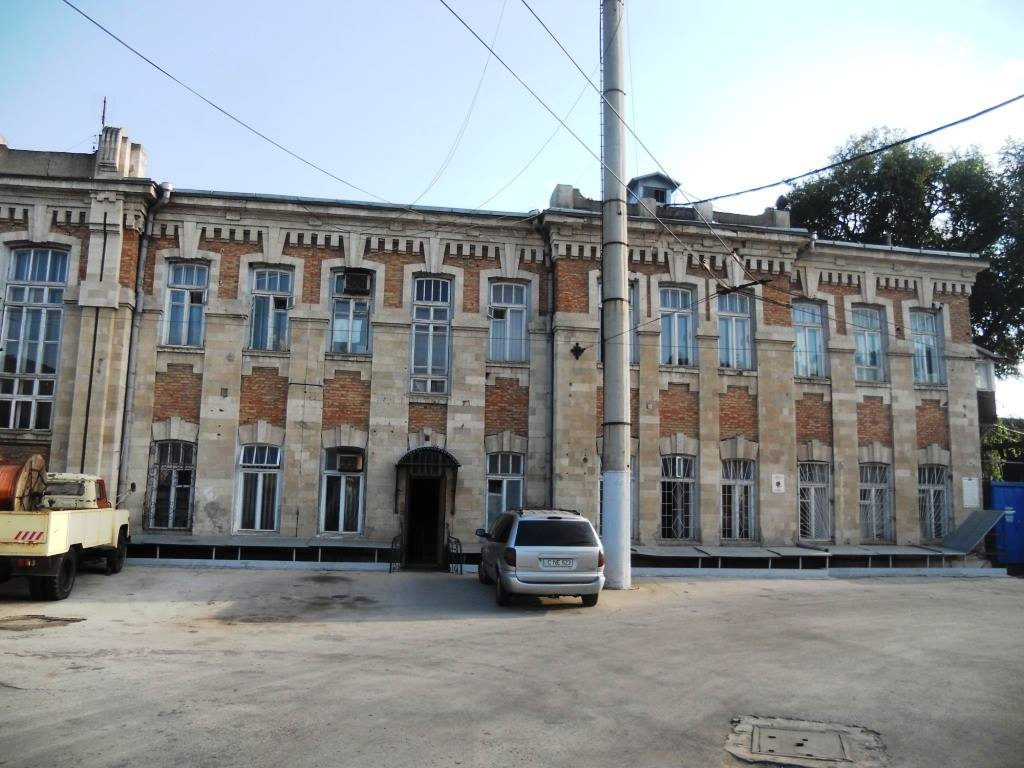
Комплекс будівель колишнього депо